# Сім'яна рідина

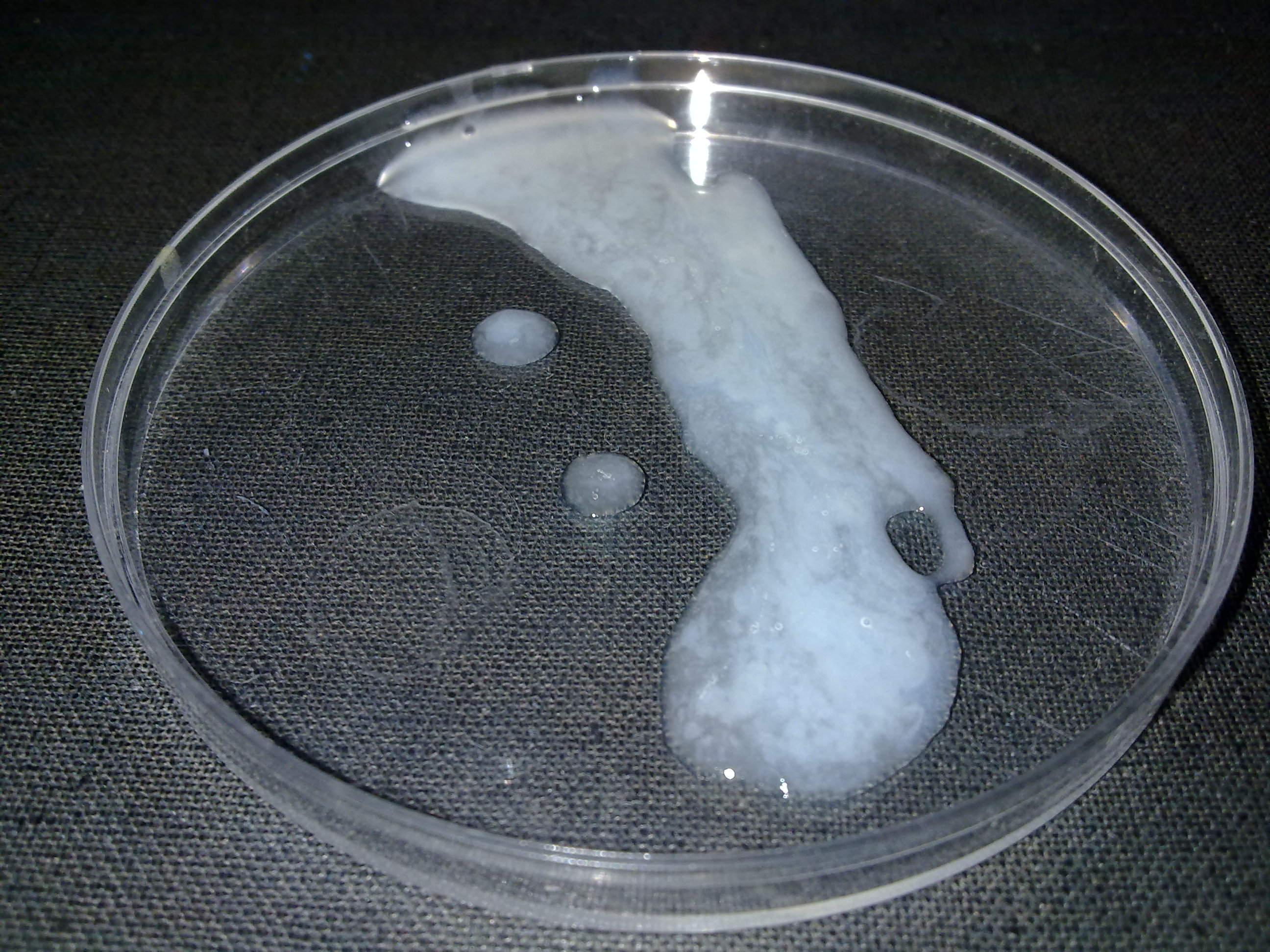
Сім'яна рідина

Сім'яна рідина — утворюється секретами передміхурової залози та сім'яних пухирців. Змішуючись із сперматозоїдами, утворює сперму. Сім'яна рідина надає сперматозоїдам рухливість та сприяє заплідненню.
Головною функцією сім'яної рідини є створення живильного середовища для захисту мільйонів сперматозоїдів, які зрештою повинні вижити у вагіні та досягти яйцеклітини. 